# Нін Чунхун
Нін Чунхун (кит. трад. 宁春红; нар. 21 січня 1968) – китайська шахістка і суддя міжнародного класу (арбітр ФІДЕ від 2008 року), гросмейстер серед жінок від 2001 року.

## Шахова кар'єра
1992 року виграла в Антверпені титул чемпіонки світу серед студентів. 1996 року посіла 1-ше місце (разом із, зокрема, Оленою Фаталібековою і Еленою Космою) на турнірі за швейцарською системою у Варшаві. 2001 року посіла 2-ге місце (позаду Юя Шаотена на турнірі Tan Lian Ann Cup у Тяньцзіні, а також посіла 5-те місце в Пекіні, в турнірі Jin Ma Cup (в чоловічому складі, позаду Чжана Чжуна, Пена Сяоміня, Ні Хуа та Ван Юе).
Найвищий рейтинг Ело в кар'єрі мала станом на 1 жовтня 2001 року, досягнувши 2406 очок займала тоді 40-ве місце в світовому рейтинг-листі ФІДЕ, одночасно займаючи 8-ме місце серед китайських шахісток.